# Chroicocephalus
Chroicocephalus és un dels gèneres d'aus de la família dels làrids (Laridae), a l'ordre dels caradriformes (Charadriiformes). Aquest és un dels gèneres en els quals es va dividir el gènere Larus com a conseqüència dels estudis genètics de la primera dècada del segle xxi, si bé altres autors com ara del Hoyo et al. no reconeixen aquest gènere i inclouen les seves espècies al gènere Larus. El gènere Chroicocephalus fou descrit originalment l'any 1836 pel naturalista anglès Thomas C. Eyton.
Són gavines de mitjana grandària i bec relativament fi comparat amb espècies del gènere Larus.
Als Països Catalans hi crien regularment dues espècies d'aquest gènere: les gavines vulgar i capblanca.

## Taxonomia
Segons la classificació del Congrés Ornitològic Internacional (versió 2.4, 2010) aquest gènere està format per 12 espècies:
- gavina del Tibet (Chroicocephalus brunnicephalus).
- gavina de Buller (Chroicocephalus bulleri).
- gavina capgrisa (Chroicocephalus cirrocephalus).
- gavina capblanca (Chroicocephalus genei).
- gavina de Hartlaub (Chroicocephalus hartlaubii).
- gavina de la Patagònia (Chroicocephalus maculipennis).
- gavina australiana (Chroicocephalus novaehollandiae).
- gavina de Bonaparte (Chroicocephalus philadelphia).
- gavina riallera (Chroicocephalus ridibundus).
- gavina de Saunders (Chroicocephalus saundersi).
- gavina dels penya-segats (Chroicocephalus scopulinus).
- gavina andina (Chroicocephalus serranus).

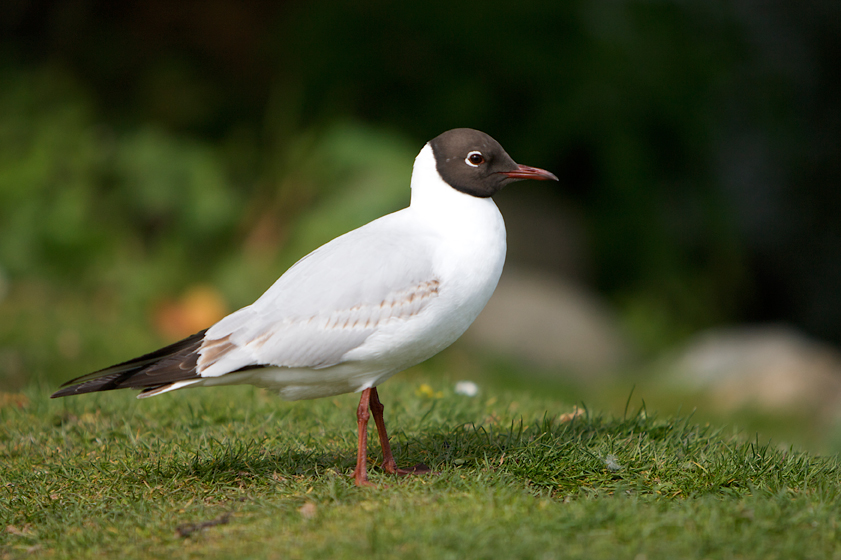
Gavina riallera (C. ridibundus) en plomatge d'estiu.